# Hettange-Grande
Hettange-Grande (Duits: Großhettingen, Luxemburgs: Grouss-Hetteng) is een gemeente in het Franse departement Moselle in de regio Grand Est. De gemeente telde 7.768 inwoners op 1 januari 2022.

## Geschiedenis
Het Hettangien - een tijdsnede van de Jura-periode - is vernoemd naar deze plaats. Dit is gebeurd naar aanleiding van opgravingen die in de negentiende eeuw zijn verricht in een zandsteengroeve ten noorden van het dorp. De voormalige groeve is sinds 1985 een beschermd natuurgebied.
Hettange-Grande maakte tot 2015 deel uit van het arrondissement Thionville-Est en kanton Cattenom. Op 1 januari van dat jaar fuseerden de arrondissementen van Thionville tot het arrondissement Thionville. Toen het kanton op 22 maart 2015 werd opgeheven werden de gemeenten opgenomen in het kanton Yutz.

## Geografie
De oppervlakte van Hettange-Grande bedraagt 16,27 vierkante kilometer; Op 1 januari 2022 was de bevolkingsdichtheid 477,4 inwoners per km². De plaats ligt op 5 kilometer van de grens met Luxemburg.

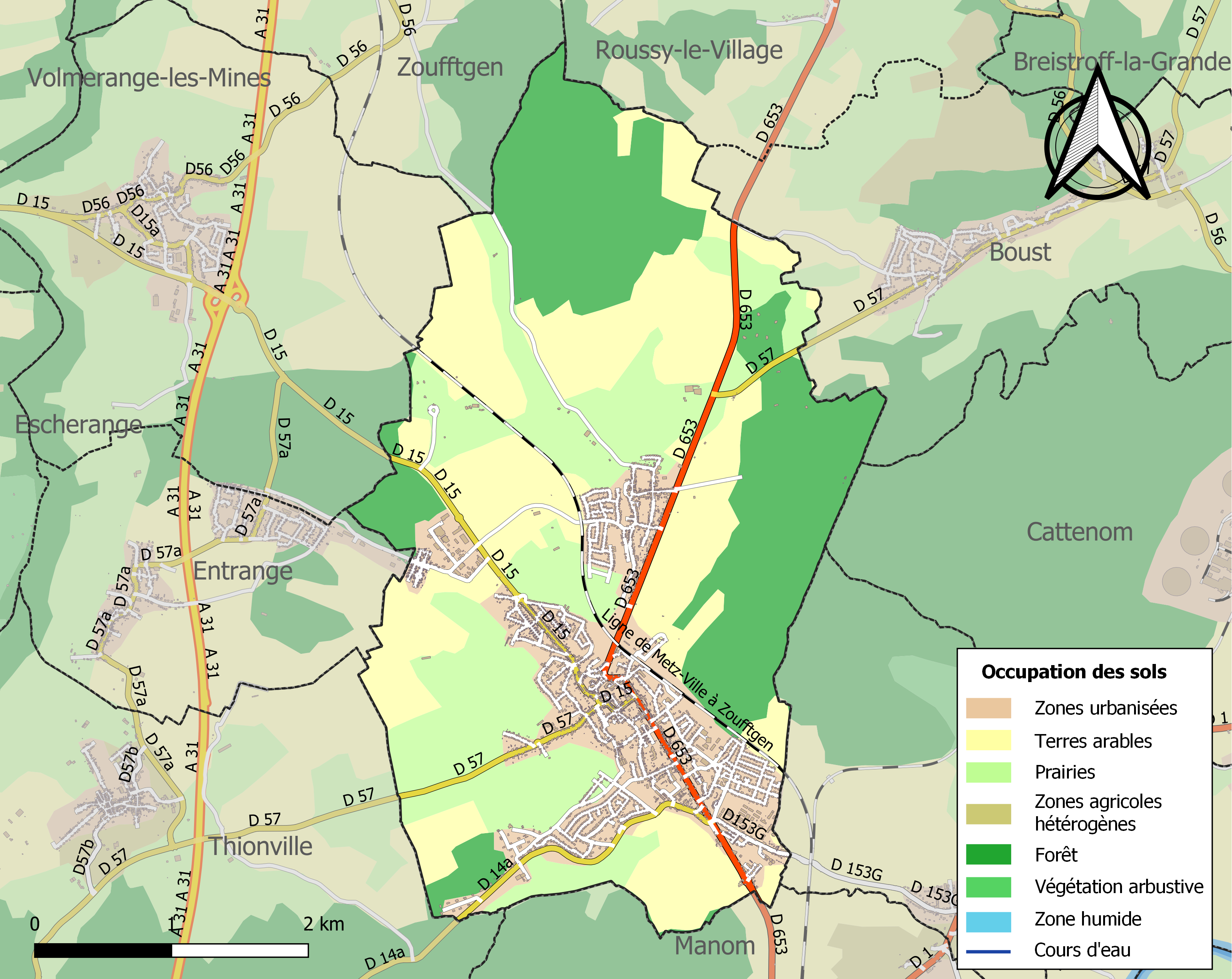
Kaart van de gemeente met de belangrijkste infrastructuur, bodemgebruik en omliggende gemeenten

## Demografie
Onderstaande figuur toont het verloop van het inwonertal.